# Hala Krešimira Ćosiće
Hala Krešimira Ćosiće (chorvatsky Dvorana Krešimira Ćosića) je multifunkční hala v chorvatském městě Zadar. Hala byla dokončena květnu 2008 a její kapacita činí 8 500 míst. V lednu 2009 se zde hrály zápasy Mistrovství světa v házené mužů. Starší názvy haly byly Zadar Arena či Sportski Centar Višnjik.
Hala je pojmenována po chorvatském basketbalistovi Krešimiru Čosićovi a je nejdelší v Chorvatsku.